# Hermarchus insignis
Hermarchus insignis is een insect uit de orde Phasmatodea en de  familie Phasmatidae. De wetenschappelijke naam van deze soort is voor het eerst geldig gepubliceerd in 1871 door Johann Jakob Kaup & Lucas Friedrich Julius Dominikus von Heyden.